# 安斎桜磈子
安斎 桜磈子（あんざい おうかいし、1886年（明治19年）2月7日 - 1953年（昭和28年）12月12日）は、宮城県登米市登米町出身の俳人。本名は千里（ちさと）である。

## 生涯
1886年（明治19年）2月7日に御機師の家柄に生まれ、高等小学校を卒業した後に家業を継いだ。
安斎と同じく宮城県登米町出身の俳人菅原師竹に師事し、17歳頃より俳句を作り始める。
1904年（明治37年）頃に従来の五七五調の形にとらわれない新しい新傾向俳句に惹かれる。その後、俳人、随筆家の河東碧梧桐が選者である新聞『日本』の俳句欄に投句し、新傾向派の俳人として注目された。
菅原と共に新傾向俳句を作り、一時期は新傾向俳句の重鎮として師竹・桜磈子時代と呼ばれ、東北の俳壇で称された。
1906年（明治39年）に河東選の句集『続春夏秋冬』や1909年（明治42年）の河東選の句集『日本俳句鈔』に多数の安斎の俳句が選ばれ、『日本俳句鈔』では最高入選を果たした。
1911年（明治44年）に俳人荻原井泉水が主宰の新傾向俳句機関誌『層雲』の創刊に参加。また、1915年（大正4年）に河東が主宰した自由律俳句雑誌『海紅（かいこう）』の同人となり、総編集責任者である俳人中塚一碧楼を補佐した。
『層雲』や『海紅』の創刊後の作風は自由律俳句に転じた。
1915年（大正4年）に句集『閭門の草』を著す。また他に、俳論の随筆集『山に祈る』がある。
1953年（昭和28年）12月12日に67歳で没した。
1979年（昭和54年）に石工の菊地瓦全他7人によって登米町寺池の大手前通りに菅原と共に句碑が建立された。

## 俳句
安斎の作風は風土との結びつきや悲しみを讃えている俳句が多い。

### 代表句
- 晩学静か也杉は花粉を飛ばす
  - 大手前通りにある句碑に書かれてある俳句。

### その他の句
- あけぼの音なし梅雨じめる堤も橋も
- 岩木初雪聞く夜寒帰心あはたゞし
- 会後泊る二人あり銀河濃き夜なる

などがある。